# MHK SkiPark Kežmarok
MHK SkiPark Kežmarok je slovenský hokejový klub.

## Historie
Klub vznikl v roce 1931. První zápas odehráli hokejisté Kežmarku v roce 1932 proti klubu ČASK Praha s nepříliš lichotivým výsledkem 1:16. Klub hrával dlouhé roky třetí nejvyšší soutěž, postup se podařil teprve v roce 1992. Potom se však klub po finančních problémech opět propadl do třetí nejvyšší soutěže. Teprve v roce 2006 klub postoupil do druhé nejvyšší soutěže a následně v roce 2007 do extraligy. Avšak po neúspěchu v baráži o extraligu v sezóně 2008/2009 proti týmu HK Spišská Nová Ves se klub propadl nazpět do druhé nejvyšší soutěže. Od sezóny 2009/2010 je klub farmou extraligového HK ŠKP Poprad. V roce 2010 postihly Kežmarok povodně. Následky byly pro klub fatální. Vážně byl poškozen zimní stadion a tak klub musel pozastavit činnost.

## Názvy klubu
- 1931 - ŠK Kežmarok
- 1936 - Vorwärts Kežmarok
- 1946 - ŠK Kežmarok
- 1965 - Jednota Kežmarok
- 1991 - HK 31 Kežmarok
- 1997 - HK 31 Setra Kežmarok
- 2000 - MHK Kežmarok
- 2007 - MHK SkiPark Kežmarok

## Úspěchy
Hokejový klub se v sezóně 2006/07 stal vítězem 1. ligy, když v 6. finálovém zápase (3. dubna 2007, zdolal vedoucí tým 1. hokejové ligy SR, klub HK Spišská Nová Ves těsně 3:2.
Po postupu do slovenské extraligy se v sezóně 2007/2008 tým umístil na 9. místě.

## Známí hráči
- Richard Šechný (2006/07, 2007/08)
- Slavomír Pavličko (začátek sezóny 2007/08)